# Warning (álbum de Green Day)
Warning é o sexto álbum de estúdio do Green Day, lançado em 3 de outubro de 2000. 
Este é um álbum muito significativo para o Green Day e para seus fãs. Nele, aparentemente a banda sai de seu estilo punk rock para algo mais bem trabalhado. Warning é mais politizado. A ideia do álbum pode não ter trazido logo de imediato vendas alavancadas para o grupo, porém essa centralização trouxe um enorme sucesso com o disco que o sucedeu: American Idiot.
O nível mundial de vendas não foi tão bom quanto dos seus antecessores. Warning teve 3 milhões de cópias vendidas. Apesar do fraco desempenho nas vendas foi bem aceito pelos fãs[carece de fontes?], com músicas como "Waiting", "Warning", e "Minority", música que sempre está presente no setlist da banda nos shows[carece de fontes?] Apesar das críticas mistas para a mudança estilística da banda, o álbum recebeu críticas em sua maioria positivas dos críticos de música, que elogiou composições do vocalista / guitarrista Billie Joe Armstrong. Embora chegasse ao número quatro no Billboard 200 chart, Warning representou o maior declínio comercial da carreira do Green Day, sendo o primeiro álbum da banda desde que assinou com uma grande gravadora para não atingir o status de multi-platina. O álbum foi, no entanto certificado ouro pela Recording Industry Association of America e, a partir de Dezembro de 2012, vendeu 1,2 milhões de cópias. Warning foi reeditado em vinil em 14 de julho de 2009.
Hoje o o álbum ultrapassa 5 milhões de cópias vendidas mundialmente..

## Faixas
1. "Warning" - 3:42
2. "Blood, Sex, and Booze" - 3:33
3. "Church On Sunday" - 3:18
4. "Fashion Victim" - 2:48
5. "Castaway" - 3:52
6. "Misery" - 5:05
7. "Deadbeat Holiday" - 3:35
8. "Hold On" - 2:56
9. "Jackass" - 2:43
10. "Waiting" - 3:13
11. "Minority" - 2:49
12. "Macy's Day Parade" - 3:34

## Desempenho nas paradas
| Tabelas (2000)                        | Melhor posição |
| ------------------------------------- | -------------- |
| Austrália (ARIA)                      | 7              |
| Áustria (Ö3 Austria Top 40)           | 14             |
| Canadá (Billboard)                    | 2              |
| Países Baixos (Dutch Charts)          | 84             |
| França (SNEP)                         | 58             |
| Alemanha (Offizielle Deutsche Charts) | 21             |
| Irlanda (IRMA)                        | 13             |
| Itália (FIMI)                         | 8              |
| Nova Zelândia (RMNZ)                  | 20             |
| Escócia (Official Scottish Albums)    | 4              |
| Espanha (PROMUSICAE)                  | 25             |
| Suécia (Sverigetopplistan)            | 20             |
| Suíça (Schweizer Hitparade)           | 11             |
| Reino Unido (Official Albums Chart)   | 4              |
| Estados Unidos (Billboard 200)        | 4              |